# Прямая Обера

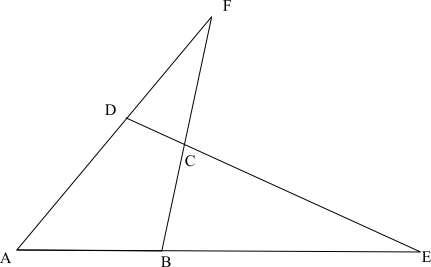
Полный четырёхсторонник

Прямая Обера (четырёхсторонника) — прямая, на которой лежат четыре ортоцентра четырёх треугольников, образованных четырьмя попарно пересекающимися прямыми, никакие три из которых не проходят через одну точку. Здесь используются те же четыре треугольника, что и при построении точки Микеля.
Существование прямой Обера обосновывается тем, что совпадают четыре прямых Симсона у этих четырех треугольников, если в качестве точки для всех четырех их описанных   окружностей берется их единственная общая точка - точка Микеля. На втором рисунке справа ниже она показана зелёным цветом. См. замечания ниже.
Другими словами, прямая Обера полного четырёхсторонника является радикальной осью двух окружностей, построенных на его диагоналях как на диаметрах.
Последнее утверждение можно сформулировать в следующем виде. Пусть {\displaystyle ABCD} — четырёхугольник, прямые {\displaystyle AB} и {\displaystyle CD} пересекаются в точке {\displaystyle F}, {\displaystyle BC} и {\displaystyle AD} — в {\displaystyle E}. Тогда окружности, построенные на отрезках {\displaystyle AC}, {\displaystyle BD} и {\displaystyle EF}, как на диаметрах, имеют общую радикальную ось, на которой лежат 4 ортоцентра (4 точки пересечения высот) треугольников {\displaystyle ABE}, {\displaystyle CDE}, {\displaystyle BCF} и {\displaystyle ADF} (прямая Обера — Штейнера).
Как хорошо известно, последняя упомянутая прямая Обера — Штейнера есть директриса параболы, касающейся всех 4 сторон данного полного четырёхсторонника или вневписанной в него.

## Замечание
- В утверждении "Существование прямой Обера обосновывается тем, что совпадают четыре прямых Симсона у этих треугольников" не понятно, о каких конкретно прямых Симсона 4 треугольников идет речь, поскольку у треугольников имеется бесчисленное множество прямых Симсона.

- Проверно: 4 прямых Симсона совпадают для этих 4 треугольников, используемых в теореме Микеля, если все 4 прямых Симсона строятся для единственной общей точки для всех 4 описанных около 4 треугольников окружностей - для точки Микеля, зелёной на рисунке справа.

## Свойства
- Точка Лемуана треугольника лежит на прямой Обера четырёхсторонника, образованного четырьмя осями биссектрис.
- Прямая Ньютона перпендикулярна прямой Обера.

## Замечание
- В утверждении: " Точка Лемуана треугольника лежит на прямой Обера четырёхсторонника, образованного четырьмя осями биссектрис",- не понятно, о каких конкретно четырёх осях биссектрис идет речь. Видимо, речь идет о каких-то осях биссектрис четырёх треугольников, фигурирующих в теореме Микеля. Возможно, что речь идет об осях внешних биссектрис или антиортовых осях этих треугольниов.